# Bruno Pinheiro
Bruno Filipe Tavares Pinheiro (ur. 21 sierpnia 1987 w Paranhos) – portugalski piłkarz występujący na pozycji obrońcy. Były młodzieżowy reprezentant Portugalii.

## Kariera
Bruno Pinheiro jest wychowankiem Boavisty. W barwach pierwszego zespołu zadebiutował w sezonie 2005/06. Na kolejny rok został wypożyczony do występującego w III lidze Ribeirão, w którym zagrał w 25 spotkaniach i zajął ostatecznie 4. pozycję w ligowej tabeli. Następnie wrócił do swojej macierzystej drużyny, z którą w sezonie 2007/08 spadł z portugalskiej Ekstraklasy, choć zajął w niej 9. miejsce (była to kara wymierzona klubowi za przekupstwa sędziów w sezonie 2003/04). Kolejny rok był równie nieudany dla Boavisty – zajęła przedostatnią pozycję w II lidze i została zdegradowana do niższej klasy rozgrywek. Grając w Boaviście, występował razem m.in. z Rafałem Grzelakiem.
Kolejnym zespołem w karierze Portugalczyka został cypryjski Aris Limassol. W jego barwach zadebiutował 14 września 2009 roku w przegranym 1:3 meczu z Anorthosisem. Obrońca był podstawowym piłkarzem klubu; zagrał łącznie w 26 spotkaniach i strzelił bramkę przeciwko Omonii Nikozja. Po nieudanych barażach, Aris spadł do II ligi.
12 lipca 2010 roku Pinheiro podpisał kontrakt z Widzewem Łódź. Po raz pierwszy wystąpił 7 sierpnia w pojedynku z Lechem Poznań (1:1). Pierwszego gola dla „Czerwono-biało-czerwonych” zdobył 1 października w zremisowanym meczu z Polonią Bytom. Po zakończeniu sezonu 2011/12 Pinheiro rozwiązał umowę z Widzewem za porozumieniem stron. W sierpniu 2012 roku związał się 2-letnim kontraktem z portugalskim Gil Vicente.